# Чемпіонат Європи з водних видів спорту 2022
36-й чемпіонат Європи з водних видів спорту (англ. 36rd European Aquatics Championships) пройде з 11 серпня по 21 серпня 2022 року в Римі, Італія.

## Розклад
Буде розіграно 77 комплектів нагород у 5 видах спорту.
- Артистичне плавання: 11–15 серпня
- Плавання: 11–17 серпня
- Плавання на відкритій воді: 18–21 серпня
- Стрибки у воду: 15–21 серпня
- Хай-дайвінг: 18–20 серпня

| Серпень                    | 11 | 12 | 13 | 14 | 15 | 16 | 17 | 18 | 19 | 20 | 21 | Загалом |
| -------------------------- | -- | -- | -- | -- | -- | -- | -- | -- | -- | -- | -- | ------- |
| Артистичне плавання        | 1  | 3  | 2  | 3  | 3  |    |    |    |    |    |    | 12      |
| Плавання                   | 3  | 6  | 7  | 5  | 6  | 7  | 9  |    |    |    |    | 43      |
| Плавання на відкритій воді |    |    |    |    |    |    |    | 2  | 2  | 2  | 1  | 7       |
| Стрибки у воду             |    |    |    |    | 1  | 2  | 2  | 2  | 2  | 2  | 2  | 13      |
| Хай-дайвінг                |    |    |    |    |    |    |    |    | 1  | 1  |    | 2       |
| Total                      | 4  | 9  | 9  | 8  | 10 | 9  | 11 | 4  | 5  | 5  | 3  | 77      |
| Загалом                    | 4  | 13 | 22 | 30 | 40 | 49 | 60 | 64 | 69 | 74 | 77 | 77      |

| ● | Фінали |

## Загальний медальний залік
*   Країна-господарка ( Італія)
| Місце               | Країна               | Золото | Срібло | Бронза | Загалом |
| ------------------- | -------------------- | ------ | ------ | ------ | ------- |
| 1                   | Італія*              | 24     | 24     | 19     | 67      |
| 2                   | Велика Британія      | 10     | 8      | 9      | 27      |
| 3                   | Україна              | 10     | 6      | 1      | 17      |
| 4                   | Німеччина            | 6      | 2      | 7      | 15      |
| 5                   | Угорщина             | 5      | 8      | 3      | 16      |
| 6                   | Нідерланди           | 5      | 1      | 6      | 12      |
| 7                   | Швеція               | 4      | 2      | 2      | 8       |
| 8                   | Франція              | 3      | 8      | 10     | 21      |
| 9                   | Румунія              | 3      | 1      | 0      | 4       |
| 10                  | Швейцарія            | 1      | 4      | 0      | 5       |
| 11                  | Греція               | 1      | 1      | 2      | 4       |
| 12                  | Литва                | 1      | 0      | 3      | 4       |
| 13                  | Боснія і Герцеговина | 1      | 0      | 1      | 2       |
| 14                  | Ізраїль              | 1      | 0      | 0      | 1       |
| 15                  | Іспанія              | 0      | 5      | 0      | 5       |
| 16                  | Австрія              | 0      | 2      | 4      | 6       |
| 17                  | Польща               | 0      | 1      | 1      | 2       |
| 18                  | Данія                | 0      | 1      | 0      | 1       |
| 18                  | Фінляндія            | 0      | 1      | 0      | 1       |
| 20                  | Португалія           | 0      | 0      | 3      | 3       |
| 21                  | Словаччина           | 0      | 0      | 2      | 2       |
| 22                  | Сербія               | 0      | 0      | 1      | 1       |
| 22                  | Туреччина            | 0      | 0      | 1      | 1       |
| Загалом (23 збірні) | Загалом (23 збірні)  | 75     | 75     | 75     | 225     |

## Артистичне плавання

### Медальний залік
*   Країна-господарка ( Італія)
| Місце               | Країна              | Золото | Срібло | Бронза | Загалом |
| ------------------- | ------------------- | ------ | ------ | ------ | ------- |
| 1                   | Україна             | 8      | 0      | 0      | 8       |
| 2                   | Італія*             | 4      | 6      | 2      | 12      |
| 3                   | Іспанія             | 0      | 4      | 0      | 4       |
| 4                   | Австрія             | 0      | 2      | 2      | 4       |
| 5                   | Франція             | 0      | 0      | 4      | 4       |
| 6                   | Словаччина          | 0      | 0      | 2      | 2       |
| 7                   | Греція              | 0      | 0      | 1      | 1       |
| 7                   | Сербія              | 0      | 0      | 1      | 1       |
| Загалом (8 збірних) | Загалом (8 збірних) | 12     | 12     | 12     | 36      |

### Жінки
| Дисципліна                   | Золото | Золото  | Срібло | Срібло  | Бронза | Бронза  |
| ---------------------------- | --- | ------- | --- | ------- | --- | ------- |
| Соло технічна програма       | Марта Фєдіна Україна | 92.6394 | Лінда Черруті Італія | 90.8839 | Васілікі Александрі Австрія | 90.0156 |
| Соло довільна програма       | Марта Фєдіна Україна | 94.6333 | Лінда Черруті Італія | 92.1000 | Васілікі Александрі Австрія | 91.8333 |
| Дует технічна програма       | Україна Марина Алексіїва Владислава Алексіїва | 92.8538 | Австрія Анна-Марія Александрі Ейріні-Марина Александрі | 91.9852 | Італія Лінда Черруті Констанца Ферро | 90.3577 |
| Дует довільна програма       | Україна Марина Алексіїва Владислава Алексіїва | 94.7333 | Австрія Анна-Марія Александрі Ейріні-Марина Александрі | 93.0000 | Італія Лінда Черруті Констанца Ферро | 91.7000 |
| Група технічна програма      | Україна Марина Алексіїва Владислава Алексіїва Олеся Дерев'янченко Марта Фєдіна Вероніка Гришко Ангеліна Овчиннікова Анастасія Шмоніна Валерія Тищенко                                  | 92.5106 | Італія Доміціана Каванна Лінда Черруті Констанца Ді Камілло Констанца Ферро Джемма Галлі Марта Якоаччі Марта Мурру Енріка Пікколі                                 | 90.3772 | Франція Амбр Ено Лора Гонесалес Маїсса Жермо Оріан Жаярдон Морін Дженкінс Роман Люнель Ев Планекс Шарлотт Трембл                                                                         | 88.0093 |
| Група довільна програма      | Україна Марина Алексіїва Владислава Алексіїва Олеся Дерев'янченко Марта Фєдіна Вероніка Гришко Ангеліна Овчиннікова Анастасія Шмоніна Валерія Тищенко                                  | 95.1000 | Італія Доміціана Каванна Лінда Черруті Констанца Ді Камілло Констанца Ферро Джемма Галлі Марта Якоаччі Франческа Дзуніно Енріка Пікколі                           | 92.6667 | Франція Амбр Ено Лора Гонесалес Маїсса Жермо Оріан Жаярдон Морін Дженкінс Роман Люнель Ев Планекс Шарлотт Трембл                                                                         | 90.5667 |
| Комбінація довільна програма | Україна Марина Алексіїва Владислава Алексіїва Олеся Дерев'янченко Марта Фєдіна Вероніка Гришко Софія Мацієвська Дар'я Мошинська Ангеліна Овчиннікова Анастасія Шмоніна Валерія Тищенко | 95.2000 | Італія Доміціана Каванна Лінда Черруті Констанца Ді Камілло Констанца Ферро Джемма Галлі Марта Якоаччі Марта Мурру Енріка Пікколі Федеріка Сала Франческа Дзуніно | 92.6667 | Греція Зої Аграфіоті Марія Алзігкузі Коміні Елені Фрагкакі Крістеленія Джялама Зої Карангелу Марія Карапанагіоту Данай Каріорі Іфігенейя Кроммідакі Софія Малкогеоргу Андріана Масікевич | 89.4000 |
| Гайлайт                      | Україна Марина Алексіїва Владислава Алексіїва Олеся Дерев'янченко Марта Фєдіна Вероніка Гришко Софія Мацієвська Дар'я Мошинська Ангеліна Овчиннікова Анастасія Шмоніна Валерія Тищенко | 94.0667 | Італія Доміціана Каванна Лінда Черруті Констанца Ді Камілло Констанца Ферро Джемма Галлі Марта Якоаччі Марта Мурру Енріка Пікколі Федеріка Сала Франческа Дзуніно | 91.7000 | Франція Камій Бравар Манон Дісбо Амбр Ено Лора Гонесалес Маїсса Жермо Морін Дженкінс Роман Люнель Ев Планекс Шарлотт Трембл Матільд Віньєр                                               | 89.2000 |

### Чоловіки
| Дисципліна             | Золото                  | Золото  | Срібло                         | Срібло  | Бронза                      | Бронза  |
| ---------------------- | ----------------------- | ------- | ------------------------------ | ------- | --------------------------- | ------- |
| Соло технічна програма | Джорджо Мінізіні Італія | 85.7033 | Фернандо Діас дель Ріо Іспанія | 79.4951 | Іван Мартинович Сербія      | 58.8834 |
| Соло довільна програма | Джорджо Мінізіні Італія | 88.4667 | Фернандо Діас дель Ріо Іспанія | 83.3333 | Кентен Ракотомалала Франція | 78.0000 |

### Змішані
| Дисципліна                      | Золото                                   | Золото  | Срібло                        | Срібло  | Бронза                                        | Бронза  |
| ------------------------------- | ---------------------------------------- | ------- | ----------------------------- | ------- | --------------------------------------------- | ------- |
| Змішаний дует довільна програма | Італія Джорджо Мінізіні Лукреція Руджеро | 89.7333 | Іспанія Емма Гарсія Пау Рібес | 84.7667 | Словаччина Йожеф Солімосі Сільвія Солімосьова | 77.0333 |
| Змішаний дует технічна програма | Італія Джорджо Мінізіні Лукреція Руджеро | 89.3679 | Іспанія Емма Гарсія Пау Рібес | 83.7548 | Словаччина Йожеф Солімосі Сільвія Солімосьова | 75.5914 |

## Плавання

### Медальний залік
*   Країна-господарка ( Італія)
| Місце                | Країна               | Золото | Срібло | Бронза | Загалом |
| -------------------- | -------------------- | ------ | ------ | ------ | ------- |
| 1                    | Італія*              | 13     | 13     | 9      | 35      |
| 2                    | Угорщина             | 5      | 7      | 3      | 15      |
| 3                    | Велика Британія      | 4      | 5      | 6      | 15      |
| 4                    | Нідерланди           | 4      | 1      | 6      | 11      |
| 5                    | Швеція               | 4      | 1      | 1      | 6       |
| 6                    | Франція              | 3      | 7      | 3      | 13      |
| 7                    | Німеччина            | 2      | 2      | 4      | 8       |
| 8                    | Румунія              | 2      | 0      | 0      | 2       |
| 9                    | Швейцарія            | 1      | 3      | 0      | 4       |
| 10                   | Греція               | 1      | 1      | 1      | 3       |
| 11                   | Литва                | 1      | 0      | 3      | 4       |
| 12                   | Боснія і Герцеговина | 1      | 0      | 1      | 2       |
| 13                   | Ізраїль              | 1      | 0      | 0      | 1       |
| 13                   | Україна              | 1      | 0      | 0      | 1       |
| 15                   | Польща               | 0      | 1      | 1      | 2       |
| 16                   | Данія                | 0      | 1      | 0      | 1       |
| 16                   | Фінляндія            | 0      | 1      | 0      | 1       |
| 18                   | Австрія              | 0      | 0      | 2      | 2       |
| 18                   | Португалія           | 0      | 0      | 2      | 2       |
| 20                   | Туреччина            | 0      | 0      | 1      | 1       |
| Загалом (20 збірних) | Загалом (20 збірних) | 43     | 43     | 43     | 129     |

### Чоловіки
| Дисципліна                      | Золото | Золото          | Срібло | Срібло   | Бронза | Бронза   |
| ------------------------------- | --- | --------------- | --- | -------- | --- | -------- |
| 50 м вільним стилем             | Бенджамін Прауд Велика Британія | 21.58           | Леонардо Деплано Італія | 21.60    | Крістіан Голомєєв Греція                                                                                              | 21.75    |
| 100 м вільним стилем            | Давід Попович Румунія | 46.86 WR        | Кріштоф Мілак Угорщина | 47.47    | Алессандро Мірессі Італія                                                                                             | 47.63    |
| 200 м вільним стилем            | Давід Попович Румунія | 1:42.97 WJR, CR | Антоніо Дьякович Швейцарія | 1:45.60  | Фелікс Аубек Австрія                                                                                                  | 1:45.89  |
| 400 м вільним стилем            | Лукас Мертенс Німеччина | 3:42.50 CR      | Антоніо Дьякович Швейцарія | 3:43.93  | Геннінґ Мюлайтнер Німеччина                                                                                           | 3:44.53  |
| 800 м вільним стилем            | Грегоріо Пальтріньєрі Італія | 7:49.86         | Лукас Мертенс Німеччина | 7:42.65  | Лоренцо Галоссі Італія                                                                                                | 7:43.37  |
| 1500 м вільним стилем           | Михайло Романчук Україна | 14:36.10 NR     | Грегоріо Пальтріньєрі Італія | 14:39.79 | Дам'єн Жолі Франція                                                                                                   | 14:50.86 |
|                                 | |                 | |          | |          |
| 50 м на спині                   | Апостолос Хрістоу Греція | 24.36           | Томас Чеккон Італія | 24.40    | Оле Брауншвайґ Німеччина                                                                                              | 24.68    |
| 100 м на спині                  | Томас Чеккон Італія | 52.21           | Апостолос Хрістоу Греція | 52.24    | Йоанн Ндує Бруар Франція                                                                                              | 52.92    |
| 200 м на спині                  | Йоанн Ндує Бруар Франція | 1:55.62         | Бенедек Ковач Угорщина | 1:56.03  | Люк Грінбенк Велика Британія                                                                                          | 1:56.15  |
|                                 | |                 | |          | |          |
| 50 м брасом                     | Ніколо Мартіненьї Італія | 26.33           | Сімоне Черасуоло Італія | 26.95    | Лукас Мацерат Німеччина                                                                                               | 27.11    |
| 100 м брасом                    | Ніколо Мартіненьї Італія | 58.26 =NR       | Федеріко Поджо Італія | 58.98    | Андрюс Шідлаускас Литва                                                                                               | 59.50    |
| 200 м брасом                    | Джеймс Вілбі Велика Британія | 2:08.96         | Матті Маттссон Фінляндія | 2:09.40  | Лука Піцціні Італія                                                                                                   | 2:09.97  |
|                                 | |                 | |          | |          |
| 50 м батерфляєм                 | Томас Чеккон Італія | 22.89           | Максім Груссе Франція | 22.97    | Діогу Рібейру Португалія                                                                                              | 23.07 NR |
| 100 м батерфляєм                | Кріштоф Мілак Угорщина | 50.33           | Ное Понті Швейцарія | 50.87    | Якуб Маєрський Польща                                                                                                 | 51.22    |
| 200 м батерфляєм                | Кріштоф Мілак Угорщина | 1:52.01         | Річард Мартон Угорщина | 1:54.78  | Альберто Радзетті Італія                                                                                              | 1:55.01  |
|                                 | |                 | |          | |          |
| 200 м комплексом                | Хуберт Кош Угорщина | 1:57.72         | Альберто Радзетті Італія | 1:57.82  | Габріел Лопес Португалія                                                                                              | 1:58.34  |
| 400 м комплексом                | Альберто Радзетті Італія | 4:10.60         | Давид Веррасто Угорщина | 4:12.58  | П'єр Андреа Маттеацці Італія                                                                                          | 4:13.29  |
|                                 | |                 | |          | |          |
| естафета 4×100 м вільним стилем | ІталіяАлессандро Мірессі (47.76) Томас Чеккон (47.88) Лоренцо Дзадзері (47.60) Мануель Фріго (47.26) Алессандро Борі[a] Філіппо Мельї[a] Леонардо Дельпано[a]                     | 3:10.50         | УгорщинаНандор Немет (47.86) Себастьян Сабо (48.42) Даніель Мезарош (48.91) Кріштоф Мілак (47.24)                                             | 3:12.43  | Велика БританіяДжекоб Віттл (48.72) Метью Річардс (47.88) Томас Дін (47.74) Едвард Мілдред (48.36)                    | 3:12.70  |
| естафета 4×200 м вільним стилем | УгорщинаНандор Немет (1:46.28) Річард Мартон (1:47.01) Балаж Холло (1:47.67) Кріштоф Мілак (1:44.42) Даніель Мезарош[a]                                                           | 7:05.38 NR      | ІталіяМарко Де Тулліо (1:46.47) Лоренцо Галоссі (1:47.91) Габріеле Детті (1:46.51) Стефано Ді Кола (1:45.36) Маттео Чампі[a] Філіппо Мельї[a] | 7:06.25  | ФранціяАдрієн Сальван (1:46.50) Віссам-Амазіг Єбба (1:45.92) Ензо Тесік (1:47.51) Роман Фухс (1:47.04) Мевен Томак[a] | 7:06.97  |
|                                 | |                 | |          | |          |
| естафета 4×100 м комплексом     | ІталіяТомас Чеккон (52.82) Ніколо Мартіненьї (57.72) Маттео Ріволта (50.75) Алессандро Мірессі (47.17) Мікеле Ламберті[a] Федеріко Поджо[a] Федеріко Бурдіссо[a] Мануель Фріго[a] | 3:28.46 CR      | ФранціяЙоанн Ндує Бруар (53.06) Антуан Вікера (1:00.48) Клемент Секчі (51.53) Максім Груссе (47.43) Мевен Томак[a] Шарль Ріу[a]               | 3:32.50  | АвстріяБернгард Райтсгаммер (54.68) Валентін Баєр (59.54) Зімон Бухер (50.97) Гайко Ґіґлер (48.09)                    | 3:33.28  |

a  Плавці, що взяли участь лише в попередніх запливах і одержали медалі.

### Жінки
| Дисципліна                      | Золото | Золото   | Срібло | Срібло   | Бронза | Бронза   |
| ------------------------------- | --- | -------- | --- | -------- | --- | -------- |
| 50 м вільним стилем             | Сара Шестрем Швеція | 23.91    | Катажина Васік Польща | 24.20    | Валері ван Рон Нідерланди | 24.64    |
| 100 м вільним стилем            | Марріт Стінберген Нідерланди | 53.24    | Шарлотт Бонне Франція | 53.62    | Фрея Андерсон Велика Британія | 53.63    |
| 200 м вільним стилем            | Марріт Стінберген Нідерланди | 1:56.36  | Фрея Андерсон Велика Британія | 1:56.52  | Ізабель Марі Ґозе Німеччина | 1:57.09  |
| 400 м вільним стилем            | Ізабель Марі Ґозе Німеччина | 4:04.13  | Сімона Квадарелла Італія | 4:04.77  | Айна Кешей Угорщина | 4:08.00  |
| 800 м вільним стилем            | Сімона Квадарелла Італія | 8:20.54  | Ізабель Марі Ґозе Німеччина | 8:22.01  | Мерве Тунджель Туреччина | 8:24.33  |
| 1500 м вільним стилем           | Сімона Квадарелла Італія | 15:54.15 | Вікторія Міхайварі-Фаркаш Угорщина | 16:02.15 | Мартіна Караміньйолі Італія | 16:12.39 |
|                                 | |          | |          | |          |
| 50 м на спині                   | Аналія Пігре Франція | 27.27    | Сільвія Скалія Італія | 27.53    | Маайке де-Ваард Нідерланди | 27.54    |
| 100 м на спині                  | Маргеріта Панцієра Італія | 59.40    | Меді Гарріс Велика Британія | 59.40    | Кіра Туссен Нідерланди | 59.53    |
| 200 м на спині                  | Маргеріта Панцієра Італія | 2:07.13  | Кеті Шенеген Велика Британія | 2:09.26  | Дора Мольнар Угорщина | 2:09.73  |
|                                 | |          | |          | |          |
| 50 м брасом                     | Рута Мейлутіте Литва | 29.59    | Бенедетта Пілато Італія | 29.71    | Імоджен Кларк Велика Британія | 30.31    |
| 100 м брасом                    | Бенедетта Пілато Італія | 1:05.97  | Ліза Анджоліні Італія | 1:06.34  | Рута Мейлутіте Литва | 1:06.50  |
| 200 м брасом                    | Ліза Маміє Швейцарія | 2:23.27  | Мартіна Карраро Італія | 2:23.64  | Котрина Тетеревкова Литва | 2:24.16  |
|                                 | |          | |          | |          |
| 50 м батерфляєм                 | Сара Шестрем Швеція | 24.96    | Марі Ваттель Франція | 25.33    | Маайке де-Ваард Нідерланди | 25.62    |
| 100 м батерфляєм                | Луїс Ганссон Швеція | 56.66    | Марі Ваттель Франція | 56.80    | Лана Пудар Боснія і Герцеговина | 57.27 NR |
| 200 м батерфляєм                | Лана Пудар Боснія і Герцеговина                                                                                                   | 2:06.81  | Гелена Росендаль Бах Данія | 2:07.30  | Іларія Кузінато Італія | 2:07.77  |
|                                 | |          | |          | |          |
| 200 м комплексом                | Анастасія Горбенко Ізраїль | 2:10.92  | Марріт Стінберген Нідерланди | 2:11.14  | Сара Франческі Італія | 2:11.38  |
| 400 м комплексом                | Вікторія Міхайварі-Фаркаш Угорщина                                                                                                | 4:37.56  | Жужанна Якабош Угорщина | 4:39.79  | Фрея Колберт Велика Британія | 4:40.06  |
|                                 | |          | |          | |          |
| естафета 4×100 м вільним стилем | Велика БританіяЛюсі Гоуп (54.88) Анна Гопкін (53.44) Меді Гарріс (54.61) Фрея Андерсон (53.54)                                    | 3:36.47  | ШвеціяСара Шестрем (53.12) Луїс Ганссон (54.21) Сара Юневік (55.12) Софія Остедт (54.84)                                                    | 3:37.29  | НідерландиКім Буш (55.21) Тесса Ґіеле (54.60) Валері ван Рон (54.76) Марріт Стінберген (53.20)                                                | 3:37.59  |
| естафета 4×200 м вільним стилем | НідерландиІмані де Йонґ (1:58.97) Сілке Голкенборґ (1:58.92) Янна ван Котен (1:59.92) Марріт Стінберген (1:56.26) Лотте Госпер[b] | 7:54.07  | Велика БританіяФрея Колберт (1:58.72) Люсі Гоуп (1:58.98) Меді Гарріс (2:00.01) Фрея Андерсон (1:57.02) Тамрін ван Селм[b] Голлі Гібботт[b] | 7:54.73  | УгорщинаНіколетт Падар (1:58.52) Катінка Хоссу (2:00.62) Айна Кешей (1:59.43) Лілла Мінна Абрахам (1:57.16) Жужанна Якабош[b] Дора Мольнар[b] | 7:55.73  |
|                                 | |          | |          | |          |
| естафета 4×100 м комплексом     | ШвеціяГанна Росвалл (1:00.66) Софі Ханссон (1:06.26) Луїс Ганссон (56.29) Сара Шестрем (52.04)                                    | 3:55.25  | ФранціяПолін Майє (1:00.17) Шарлотт Бонне (1:06.49) Марі Ваттель (56.29) Беріль Гастальделло (53.61) Емма Теребо[b] Адель Бланшетьє[b]      | 3:56.36  | НідерландиКіра Туссен (1:00.29) Тес Схаутен (1:06.75) Маайке де-Ваард (57.24) Марріт Стінберген (52.23) Тесса Ґіеле[b] Валері ван Рон[b]      | 3:57.01  |

b  Плавчині, що взяли участь лише в попередніх запливах і одержали медалі.

### Змішані
| Дисципліна                      | Золото | Золото  | Срібло | Срібло  | Бронза | Бронза  |
| ------------------------------- | --- | ------- | --- | ------- | --- | ------- |
| естафета 4×100 м вільним стилем | ФранціяМаксім Груссе (48.02) Шарль Ріу (48.39) Шарлотт Бонне (53.34) Марі Ваттель (53.05) Адрієн Сальван[c] Люсіль Тессаріоль[c] Беріль Гастальделло[c] | 3:22.80 | Велика БританіяТомас Дін (48.46) Метью Річардс (48.19) Анна Гопкін (53.62) Фрея Андерсон (53.03) Едвард Мілдред[c] Джекоб Віттл[c] Люсі Гоуп[c]                                   | 3:23.30 | ШвеціяБйорн Селіґер (48.09) Робін Гансон (48.91) Сара Шестрем (52.68) Луїс Ганссон (53.72) Софія Остедт[c]                              | 3:23.40 |
| естафета 4×200 м вільним стилем | Велика БританіяТомас Дін (1:46.15) Метью Річардс (1:46.91) Фрея Колберт (53.62) Фрея Андерсон (1:57.81) Кіран Берд[c] Джекоб Віттл[c] Люсі Гоуп[c]      | 7:28.16 | ФранціяАдрієн Сальван (1:47.63) Віссам-Амазіг Єбба (1:46.53) Шарлотт Бонне (1:56.39) Люсіль Тессаріоль (1:58.70) Роман Фухс[c] Джулія Россі-Бене[c]                               | 7:29.25 | ІталіяСтефано Ді Кола (1:47.00) Маттео Чампі (1:47.69) Аліса Міццау (1:58.73) Ноемі Чесарано (1:58.43) Філіппо Мельї[c] Лінда Капоні[c] | 7:31.85 |
| естафета 4×100 м комплексом     | НідерландиКіра Туссен (59.49) Арно Каммінга (59.19) Нілс Корстаньє (50.72) Марріт Стінберген (52.33) Тесса Ґіеле[c]                                     | 3:41.73 | ІталіяТомас Чеккон (52.82) Ніколо Мартіненьї (58.13) Елена Ді Ліддо (58.49) Сільвія ді П'єтро (54.17) Мікеле Ламберті[c] Франческа Фанджо[c] Іларія Біанкі[c] Леонардо Деплано[c] | 3:43.61 | Велика БританіяМеді Гарріс (1:00.20) Джеймс Вілбі (59.31) Джейкоб Пітерс (51.84) Анна Гопкін (53.34) Лорен Кокс[c] Ґреґ Батлер[c]       | 3:44.69 |

c  Плавці, що взяли участь лише в попередніх запливах і одержали медалі.

## Плавання на відкритій воді

### Медальний залік
*   Країна-господарка ( Італія)
| Місце               | Країна              | Золото | Срібло | Бронза | Загалом |
| ------------------- | ------------------- | ------ | ------ | ------ | ------- |
| 1                   | Італія*             | 3      | 2      | 1      | 6       |
| 2                   | Нідерланди          | 1      | 0      | 0      | 1       |
| 2                   | Німеччина           | 1      | 0      | 0      | 1       |
| 4                   | Франція             | 0      | 1      | 3      | 4       |
| 5                   | Іспанія             | 0      | 1      | 0      | 1       |
| 5                   | Угорщина            | 0      | 1      | 0      | 1       |
| 7                   | Португалія          | 0      | 0      | 1      | 1       |
| Загалом (7 збірних) | Загалом (7 збірних) | 5      | 5      | 5      | 15      |

### Чоловіки
| Дисципліна | Золото                                | Золото                                | Срібло                                | Срібло                                | Бронза                                | Бронза                                |
| ---------- | ------------------------------------- | ------------------------------------- | ------------------------------------- | ------------------------------------- | ------------------------------------- | ------------------------------------- |
| 5 км       | Грегоріо Пальтріньєрі Італія          | 52:13.5                               | Доменіко Ачеренца Італія              | 52:14.2                               | Марк-Антуан Олів'є Франція            | 52:20.8                               |
| 10 км      | Доменіко Ачеренца Італія              | 1:50:33.6                             | Марк-Антуан Олів'є Франція            | 1:50:37.3                             | Логан Фонтен Франція                  | 1:50:39.1                             |
| 25 км      | Скасовано через складні погодні умови | Скасовано через складні погодні умови | Скасовано через складні погодні умови | Скасовано через складні погодні умови | Скасовано через складні погодні умови | Скасовано через складні погодні умови |

### Жінки
| Дисципліна | Золото                                | Золото                                | Срібло                                | Срібло                                | Бронза                                | Бронза                                |
| ---------- | ------------------------------------- | ------------------------------------- | ------------------------------------- | ------------------------------------- | ------------------------------------- | ------------------------------------- |
| 5 км       | Шарон ван Раувендал Нідерланди        | 56:58.7                               | Марія де Вальдес Іспанія              | 57:00.2                               | Джулія Габбріеллескі Італія           | 57:00.3                               |
| 10 км      | Леоні Бек Німеччина                   | 2:01:13.4                             | Жіневра Таддеуччі Італія              | 2:01:15.2                             | Анжеліка Андре Португалія             | 2:01:16.4                             |
| 25 км      | Скасовано через складні погодні умови | Скасовано через складні погодні умови | Скасовано через складні погодні умови | Скасовано через складні погодні умови | Скасовано через складні погодні умови | Скасовано через складні погодні умови |

### Змішані
| Дисципліна             | Золото                                                                        | Золото  | Срібло                                                        | Срібло  | Бронза                                                             | Бронза    |
| ---------------------- | ----------------------------------------------------------------------------- | ------- | ------------------------------------------------------------- | ------- | ------------------------------------------------------------------ | --------- |
| Командні змагання 5 км | Італія Ракеле Бруні Жіневра Таддеуччі Грегоріо Пальтріньєрі Доменіко Ачеренца | 59:43.1 | Угорщина Река Рогач Анна Олас Девід Бетлехем Кріштоф Рашовскі | 59:53.9 | Франція Маделон Катто Орелі Мюллер Логан Фонтен Марк-Антуан Олів'є | 1:00:08.3 |

## Стрибки у воду

### Медальний залік
*   Країна-господарка ( Італія)
| Місце               | Країна              | Золото | Срібло | Бронза | Загалом |
| ------------------- | ------------------- | ------ | ------ | ------ | ------- |
| 1                   | Велика Британія     | 6      | 3      | 3      | 12      |
| 2                   | Італія*             | 4      | 3      | 5      | 12      |
| 3                   | Німеччина           | 2      | 0      | 3      | 5       |
| 4                   | Україна             | 1      | 5      | 1      | 7       |
| 5                   | Швеція              | 0      | 1      | 1      | 2       |
| 6                   | Швейцарія           | 0      | 1      | 0      | 1       |
| Загалом (6 збірних) | Загалом (6 збірних) | 13     | 13     | 13     | 39      |

### Чоловіки
| Дисципліна                  | Золото                                    | Золото | Срібло                                 | Срібло | Бронза                                     | Бронза |
| --------------------------- | ----------------------------------------- | ------ | -------------------------------------- | ------ | ------------------------------------------ | ------ |
| Трамплін 1 метр             | Джек Лафер Велика Британія                | 413.40 | Лоренцо Марсалья Італія                | 396.25 | Джованні Точчі Італія                      | 386.20 |
| Трамплін 3 метри            | Лоренцо Марсалья Італія                   | 453.85 | Джордан Гаулден Велика Британія        | 428.55 | Джованні Точчі Італія                      | 392.70 |
| Вишка 10 метрів             | Олексій Середа Україна                    | 493.55 | Ноа Вільямс Велика Британія            | 459.00 | Бен Кутморе Велика Британія                | 438.35 |
| Синхронний трамплін 3 метри | Велика Британія Ентоні Гардінґ Джек Лафер | 412.83 | Італія Лоренцо Марсалья Джованні Точчі | 387.51 | Україна Олександр Горшковозов Олег Колодій | 384.39 |
| Синхронна вишка 10 метрів   | Велика Британія Бен Кутморе Кайл Котарі   | 390.48 | Україна Кірілл Болюх Олексій Середа    | 388.02 | Німеччина Тімо Бартель Яден Айкерманн      | 369.30 |

### Жінки
| Дисципліна                  | Золото                                              | Золото | Срібло                                | Срібло | Бронза                                 | Бронза |
| --------------------------- | --------------------------------------------------- | ------ | ------------------------------------- | ------ | -------------------------------------- | ------ |
| Трамплін 1 метр             | Елена Бертоккі Італія                               | 264.25 | Емма Ґульстранд Швеція                | 259.65 | К'яра Пеллакані Італія                 | 259.05 |
| Трамплін 3 метри            | К'яра Пеллакані Італія                              | 318.75 | Мішель Гаймберг Швейцарія             | 301.80 | Ясмін Гарпер Велика Британія           | 296.20 |
| Вишка 10 метрів             | Андреа Спендоліні-Сіріє Велика Британія             | 333.60 | Софія Лисун Україна                   | 329.80 | Крістіна Вассен Німеччина              | 314.10 |
| Синхронний трамплін 3 метри | Німеччина Лена Гентшель Тіна Пунцель                | 281.16 | Італія Елена Бертоккі К'яра Пеллакані | 260.76 | Швеція Емілія Нільссон Елна Відестрем  | 257.70 |
| Синхронна вишка 10 метрів   | Велика Британія Андреа Спендоліні-Сіріє Луїс Тулсон | 303.60 | Україна Ксенія Байло Софія Лисун      | 298.86 | Німеччина Крістіна Вассен Елена Вассен | 289.86 |

### Змішані змагання
| Дисципліна       | Золото                                                                                     | Золото | Срібло                                                             | Срібло | Бронза                                                                     | Бронза |
| ---------------- | ------------------------------------------------------------------------------------------ | ------ | ------------------------------------------------------------------ | ------ | -------------------------------------------------------------------------- | ------ |
| Трамплін 3 метри | Німеччина Лоу Массенберг Тіна Пунцель                                                      | 294.69 | Велика Британія Джеймс Гітлі Грейс Рід                             | 290.76 | Італія К'яра Пеллакані Маттео Санторо                                      | 283.56 |
| Вишка 10 метрів  | Велика Британія Кайл Котарі Луїс Тулсон                                                    | 300.78 | Україна Софія Лисун Олексій Середа                                 | 298.59 | Італія Сара Джодойн Ді Марія Едуард Тімбретті Гугіу                        | 290.28 |
| Команда          | Італія Едуард Тімбретті Гугіу Сара Джодойн Ді Марія Андреас Саргент Ларсен К'яра Пеллакані | 402.55 | Україна Ксенія Байло Кірілл Болюх Вікторія Кесарь Данило Коновалов | 399.05 | Велика Британія Джеймс Гітлі Ноа Вільямс Андреа Спендоліні-Сіріє Грейс Рід | 384.70 |

## Хай-дайвінг

### Медальний залік
*   Країна-господарка ( Італія)
| Місце              | Країна             | Золото | Срібло | Бронза | Загалом |
| ------------------ | ------------------ | ------ | ------ | ------ | ------- |
| 1                  | Румунія            | 1      | 1      | 0      | 2       |
| 2                  | Німеччина          | 1      | 0      | 0      | 1       |
| 3                  | Україна            | 0      | 1      | 0      | 1       |
| 4                  | Італія*            | 0      | 0      | 2      | 2       |
| Загалом (4 збірні) | Загалом (4 збірні) | 2      | 2      | 2      | 6       |

### Результати
| Дисципліна | Золото                      | Золото | Срібло                      | Срібло | Бронза                    | Бронза |
| ---------- | --------------------------- | ------ | --------------------------- | ------ | ------------------------- | ------ |
| Чоловіки   | Константін Поповічі Румунія | 455.70 | Кетелін-Петру Преда Румунія | 436.20 | Алессандро Де Росе Італія | 416.45 |
| Жінки      | Айріс Шмідбауер Німеччина   | 309.30 | Антоніна Вишиванова Україна | 295.40 | Еліза Касетті Італія      | 284.30 |

## Виступ українських спортсменів

### Артистичне плавання
Спортсменів — 11
| Спортсменка | Дисципліна                    | Попередні змагання | Попередні змагання | Фінал   | Фінал |
| Спортсменка | Дисципліна                    | Очки               | Місце              | Очки    | Місце |
| --- | ----------------------------- | ------------------ | ------------------ | ------- | ----- |
| Марта Фєдіна Харківська область | соло, технічна програма       | Н/Д                | Н/Д                | 92.639  | 1     |
| Марта Фєдіна Харківська область | соло, довільна програма       | 94.0000            | 1 Q                | 94.633  | 1     |
| Марина Алексієва Харківська областьВладислава Алексієва Харківська область | дует, технічна програма       | Н/Д                | Н/Д                | 92.8538 | 1     |
| Марина Алексієва Харківська областьВладислава Алексієва Харківська область | дует, довільна програма       | 94.3667            | 1 Q                | 94.7333 | 1     |
| Марина Алексієва Харківська областьВладислава Алексієва Харківська областьОлеся Дерев’янченко Харківська областьМарта Фєдіна Харківська областьВероніка Гришко Харківська областьАнгеліна Овчиннікова Харківська областьАнастасія Шмоніна Харківська областьВалерія Тищенко Харківська область                                                                      | група, технічна програма      | Н/Д                | Н/Д                | 92.5106 | 1     |
| Марина Алексієва Харківська областьВладислава Алексієва Харківська областьОлеся Дерев’янченко Харківська областьМарта Фєдіна Харківська областьВероніка Гришко Харківська областьАнгеліна Овчиннікова Харківська областьАнастасія Шмоніна Харківська областьВалерія Тищенко Харківська область                                                                      | група, довільна програма      | 94.7000            | 1 Q                | 95.1000 | 1     |
| Марина Алексієва Харківська областьВладислава Алексієва Харківська областьОлеся Дерев’янченко Харківська областьМарта Фєдіна Харківська областьВероніка Гришко Харківська областьСофія Мацієвська Харківська областьДар'я Мошинська Харківська областьАнгеліна Овчиннікова Харківська областьАнастасія Шмоніна Харківська областьВалерія Тищенко Харківська область | комбінація, довільна програма | Н/Д                | Н/Д                | 95.2000 | 1     |
| Марина Алексієва Харківська областьВладислава Алексієва Харківська областьОлеся Дерев’янченко Харківська областьМарта Фєдіна Харківська областьВероніка Гришко Харківська областьСофія Мацієвська Харківська областьДар'я Мошинська Харківська областьАнгеліна Овчиннікова Харківська областьАнастасія Шмоніна Харківська областьВалерія Тищенко Харківська область | гайлайт                       | Н/Д                | Н/Д                | 94.0667 | 1     |

### Стрибки у воду
Чоловіки
| Спортсмен                                                             | Дисципліна                   | Попередні змагання | Попередні змагання | Фінал  | Фінал |
| Спортсмен                                                             | Дисципліна                   | Очки               | Місце              | Очки   | Місце |
| --------------------------------------------------------------------- | ---------------------------- | ------------------ | ------------------ | ------ | ----- |
| Станіслав Оліферчик Донецька область                                  | Трамплін, 1 метр             | 327.85             | 8 Q                | 343.20 | 7     |
| Данило Коновалов Миколаївська область                                 | Трамплін, 1 метр             | 314.80             | 12 Q               | 332.80 | 10    |
| Данило Коновалов Миколаївська область                                 | Трамплін, 3 метри            | 351.45             | 7                  | 368.30 | 6     |
| Олексій Середа Луганська область                                      | Вишка, 10 метрів             | 408.25             | 2 Q                | 493.55 | 1     |
| Євген Науменко Запорізька область                                     | Вишка, 10 метрів             | 380.65             | 4 Q                | 406.65 | 5     |
| Олександр Горшковозов Луганська областьОлег Колодій Луганська область | Синхронний трамплін, 3 метри | Н/Д                | Н/Д                | 384.39 | 3     |
| Олексій Середа Луганська областьКірілл Болюх Київ                     | Синхронна вишка, 10 метрів   | Н/Д                | Н/Д                | 388.02 | 2     |

Жінки
| Спортсменка                                                           | Дисципліна                   | Попередні змагання | Попередні змагання | Фінал            | Фінал            |
| Спортсменка                                                           | Дисципліна                   | Очки               | Місце              | Очки             | Місце            |
| --------------------------------------------------------------------- | ---------------------------- | ------------------ | ------------------ | ---------------- | ---------------- |
| Ганна Арнаутова Київ                                                  | Трамплін, 1 метр             | 225.80             | 10 Q               | 228.10           | 10               |
| Вікторія Кесарь Запорізька область                                    | Трамплін, 3 метри            | 251.75             | 10 Q               | 256.55           | 9                |
| Ганна Арнаутова Київ                                                  | Трамплін, 3 метри            | 230.90             | 15                 | Завершила виступ | Завершила виступ |
| Софія Лисун Київ                                                      | Вишка, 10 метрів             | 309.40             | 2 Q                | 329.80           | 2                |
| Вікторія Кесарь Запорізька областьГанна Письменська Луганська область | Синхронний трамплін, 3 метри | Н/Д                | Н/Д                | 245.79           | 5                |
| Софія Лисун КиївКсенія Байло Київ                                     | Синхронна вишка, 10 метрів   | Н/Д                | Н/Д                | 298.86           | 2                |

Змішані змагання
| Спортсмени                                                                                                | Дисципліна                    | Фінал  | Фінал |
| Спортсмени                                                                                                | Дисципліна                    | Очки   | Місце |
| --- | ----------------------------- | ------ | ----- |
| Станіслав Оліферчик Донецька областьВікторія Кесарь Запорізька область                                    | Синхронний трампілін, 3 метри | 269.07 | 6     |
| Олексій Середа Луганська областьСофія Лисун Київ                                                          | Синхронна вишка, 10 метрів    | 298.59 | 2     |
| Ксенія Байло КиївКірілл Болюх КиївВікторія Кесарь Запорізька областьДанило Коновалов Миколаївська область | Командні змагання             | 399.05 | 2     |

### Плавання
Спортсменів — 18
Чоловіки
| Спортсмен | Дисципліна                           | Попередній заплив                 | Попередній заплив | Півфінал        | Півфінал        | Фінал                              | Фінал           |
| Спортсмен | Дисципліна                           | Час                               | Місце             | Час             | Місце           | Час                                | Місце           |
| --- | ------------------------------------ | --------------------------------- | ----------------- | --------------- | --------------- | ---------------------------------- | --------------- |
| Владислав Бухов Київ | 50 м вільним стилем                  | 22.02                             | 5 Q               | 21.91           | 7 Q             | 22.19                              | 8               |
| Владислав Бухов Київ | 50 м батерфляєм                      | 23.93                             | 23                | Завершив виступ | Завершив виступ | Завершив виступ                    | Завершив виступ |
| Андрій Говоров Дніпропетровська область                                                                                               | 50 м вільним стилем                  | 22.38                             | 29                | Завершив виступ | Завершив виступ | Завершив виступ                    | Завершив виступ |
| Андрій Говоров Дніпропетровська область                                                                                               | 50 м батерфляєм                      | 23.41                             | 6 Q               | 23.36           | 6 Q             | 23.18                              | 6               |
| Денис Кесіль Дніпропетровська область                                                                                                 | 100 м батерфляєм                     | 53.24                             | 24                | Завершив виступ | Завершив виступ | Завершив виступ                    | Завершив виступ |
| Денис Кесіль Дніпропетровська область                                                                                                 | 200 м батерфляєм                     | 1:57.97                           | 11 Q              | 1:56.81         | 8 Q             | 1:55.80                            | 6               |
| Олексій Хникін Вінницька область | 50 м вільним стилем                  | 23.17                             | 51                | Завершив виступ | Завершив виступ | Завершив виступ                    | Завершив виступ |
| Олексій Хникін Вінницька область | 100 м вільним стилем                 | 50.32                             | 45                | Завершив виступ | Завершив виступ | Завершив виступ                    | Завершив виступ |
| Олексій Хникін Вінницька область | 50 м батерфляєм                      | 24.32                             | 40                | Завершив виступ | Завершив виступ | Завершив виступ                    | Завершив виступ |
| Олексій Хникін Вінницька область | 100 м батерфляєм                     | 54.92                             | 45                | Завершив виступ | Завершив виступ | Завершив виступ                    | Завершив виступ |
| Давід Кизименко Дніпропетровська область                                                                                              | 50 м брасом                          | 28.91                             | 37                | Завершив виступ | Завершив виступ | Завершив виступ                    | Завершив виступ |
| Давід Кизименко Дніпропетровська область                                                                                              | 100 м брасом                         | 1:02.59                           | 32                | Завершив виступ | Завершив виступ | Завершив виступ                    | Завершив виступ |
| Давід Кизименко Дніпропетровська область                                                                                              | 200 м брасом                         | 2:15.40                           | 21                | Завершив виступ | Завершив виступ | Завершив виступ                    | Завершив виступ |
| Ілля Лінник Київ | 50 м вільним стилем                  | 22.18                             | 10 Q              | 22.33           | 16              | Завершив виступ                    | Завершив виступ |
| Ілля Лінник Київ | 100 м вільним стилем                 | 49.69                             | 29                | Завершив виступ | Завершив виступ | Завершив виступ                    | Завершив виступ |
| Володимир Лісовець Київська область                                                                                                   | 50 м брасом                          | 27.41 PB                          | 8 Q               | 27.34 PB        | 6 Q             | 27.59                              | 7               |
| Володимир Лісовець Київська область                                                                                                   | 100 м брасом                         | 1:00.88                           | 13 Q              | 1:01.21         | 14              | Завершив виступ                    | Завершив виступ |
| Вадим Науменко Одеська область | 200 м вільним стилем                 | 1:51.37                           | 37                | Завершив виступ | Завершив виступ | Завершив виступ                    | Завершив виступ |
| Вадим Науменко Одеська область | 200 метрів на спині                  | 2:01.55                           | 21                | Завершив виступ | Завершив виступ | Завершив виступ                    | Завершив виступ |
| Вадим Науменко Одеська область | 200 метрів комплексом                | 2.00.60                           | 3 Q               | 2:00.48 NR      | 8 Q             | 2:01.61                            | 8               |
| Валентин Нестеркін Харківська область                                                                                                 | 100 м вільним стилем                 | 49.95                             | 34                | Завершив виступ | Завершив виступ | Завершив виступ                    | Завершив виступ |
| Валентин Нестеркін Харківська область                                                                                                 | 50 м батерфляєм                      | 24.51                             | 45                | Завершив виступ | Завершив виступ | Завершив виступ                    | Завершив виступ |
| Валентин Нестеркін Харківська область                                                                                                 | 100 м батерфляєм                     | 54.84                             | 44                | Завершив виступ | Завершив виступ | Завершив виступ                    | Завершив виступ |
| Максим Овчінніков Запорізька область                                                                                                  | 50 м брасом                          | 28.35                             | 28                | Завершив виступ | Завершив виступ | Завершив виступ                    | Завершив виступ |
| Максим Овчінніков Запорізька область                                                                                                  | 100 м брасом                         | 1:01.42                           | 23                | Завершив виступ | Завершив виступ | Завершив виступ                    | Завершив виступ |
| Максим Овчінніков Запорізька область                                                                                                  | 200 м брасом                         | 2:12.69                           | 9 Q               | 2:12.62         | 11              | Завершив виступ                    | Завершив виступ |
| Михайло Романчук Хмельницька область                                                                                                  | 400 м вільним стилем                 | DNS                               | DNS               | DNS             | DNS             | DNS                                | DNS             |
| Михайло Романчук Хмельницька область                                                                                                  | 800 м вільним стилем                 | 7:47.93                           | 1 Q               | Н/Д             | Н/Д             | 7:45.03                            | 4               |
| Михайло Романчук Хмельницька область                                                                                                  | 1500 м вільним стилем                | 14:58.20                          | 1 Q               | Н/Д             | Н/Д             | 14:36.10 NR                        | 1               |
| Сергій Шевцов Київ | 100 м вільним стилем                 | 49.60                             | 28                | Завершив виступ | Завершив виступ | Завершив виступ                    | Завершив виступ |
| Максим Ткачук Волинська область | 50 м брасом                          | 28.80                             | 33                | Завершив виступ | Завершив виступ | Завершив виступ                    | Завершив виступ |
| Максим Ткачук Волинська область | 100 м брасом                         | 1:03.07                           | 36                | Завершив виступ | Завершив виступ | Завершив виступ                    | Завершив виступ |
| Максим Ткачук Волинська область | 200 м брасом                         | 2:16.42                           | 24                | Завершив виступ | Завершив виступ | Завершив виступ                    | Завершив виступ |
| Олександр Желтяков Дніпропетровська область                                                                                           | 50 метрів на спині                   | 25.91                             | 31                | Завершив виступ | Завершив виступ | Завершив виступ                    | Завершив виступ |
| Олександр Желтяков Дніпропетровська область                                                                                           | 100 метрів на спині                  | 55.49                             | 18 Q              | WD              | WD              | WD                                 | WD              |
| Владислав Бухов КиївСергій Шевцов КиївІлля Лінник КиївВалентин Нестеркін Харківська область                                           | естафета 4x100 метрів вільним стилем | 3.16.51 49.90 48.72 48.84 49.05   | 8 Q               | Н/Д             | Н/Д             | 3.15.94 NR 49.46 48.51 48.73 49.24 | 6               |
| Олександр Желтяков Дніпропетровська областьВолодимир Лісовець Київська областьДенис Кесіль Дніпропетровська областьСергій Шевцов Київ | естафета 4x100 метрів комплексом     | 3:36.69 55.10 1:00.36 52.49 48.74 | 6 Q               | Н/Д             | Н/Д             | 3:34.66 NR 54.60 59.40 52.12 48.54 | 6               |

Жінки
| Спортсмен                                   | Дисципліна           | Попередній заплив | Попередній заплив | Півфінал         | Півфінал         | Фінал            | Фінал            |
| Спортсмен                                   | Дисципліна           | Час               | Місце             | Час              | Місце            | Час              | Місце            |
| ------------------------------------------- | -------------------- | ----------------- | ----------------- | ---------------- | ---------------- | ---------------- | ---------------- |
| Каміла Ісаєва Дніпропетровська область      | 50 м брасом          | 32.08             | 23                | Завершила виступ | Завершила виступ | Завершила виступ | Завершила виступ |
| Каміла Ісаєва Дніпропетровська область      | 100 м брасом         | 1:09.79           | 25                | Завершила виступ | Завершила виступ | Завершила виступ | Завершила виступ |
| Каміла Ісаєва Дніпропетровська область      | 200 м брасом         | 2:33.56           | 28                | Завершила виступ | Завершила виступ | Завершила виступ | Завершила виступ |
| Ніка Шарафутдінова Дніпропетровська область | 50 м на спині        | 29.70             | 31                | Завершила виступ | Завершила виступ | Завершила виступ | Завершила виступ |
| Ніка Шарафутдінова Дніпропетровська область | 100 м на спині       | 1:02.95           | 30                | Завершила виступ | Завершила виступ | Завершила виступ | Завершила виступ |
| Ніка Шарафутдінова Дніпропетровська область | 200 м на спині       | DNS               | DNS               | DNS              | DNS              | DNS              | DNS              |
| Карина Снітко Харківська область            | 100 м вільним стилем | 57.13             | 31                | Завершила виступ | Завершила виступ | Завершила виступ | Завершила виступ |
| Карина Снітко Харківська область            | 200 м вільним стилем | 2:01.49           | 16 Q              | 2:02.42          | 16               | Завершила виступ | Завершила виступ |
| Карина Снітко Харківська область            | 400 м вільним стилем | 4:20.72           | 22                | Н/Д              | Н/Д              | Завершила виступ | Завершила виступ |
| Дарина Зевіна Київ                          | 50 м на спині        | 29.03             | 24                | Завершила виступ | Завершила виступ | Завершила виступ | Завершила виступ |
| Дарина Зевіна Київ                          | 100 м на спині       | 1:02.70           | 27                | Завершила виступ | Завершила виступ | Завершила виступ | Завершила виступ |
| Дарина Зевіна Київ                          | 200 м на спині       | 2:13.91           | 18                | Завершила виступ | Завершила виступ | Завершила виступ | Завершила виступ |

### Хай-дайвінг
Спортсменів — 2
| Спортсмен                                    | Дисципліна | Раунд 1 | Раунд 1 | Раунд 2 | Раунд 2 | Раунд 3 | Раунд 3 | Раунд 4 | Раунд 4 | Загалом | Загалом |
| Спортсмен                                    | Дисципліна | Очки    | Місце   | Очки    | Місце   | Очки    | Місце   | Очки    | Місце   | Очки    | Місце   |
| -------------------------------------------- | ---------- | ------- | ------- | ------- | ------- | ------- | ------- | ------- | ------- | ------- | ------- |
| Олексій Пргоров Харківська область           | Чоловіки   | 72.80   | 7       | 127.50  | 4       | 86.40   | 7       | 108.00  | 6       | 394.70  | 5       |
| Антоніна Вишиванова Дніпропетровська область | Жінки      | 52.00   | 4       | 74.80   | 4       | 74.25   | 2       | 94.35   | 1       | 295.40  | 2       |